# Габаро
Габаро (Гуобаро) (д/н — 1760) — 3-й оба (правитель) Лагосу в 1755—1760 роках (за іншою хронологією — 1669—1704).

## Життєпис
Син оби Адо. Успадкував владу близько 1755 року. Ймовірно на цей час відчув власну потугу та більшу самостійність від Бенінського царства. Про це свідчить рішення про надання вищій знаті, нащадкам, які прийшли з дідом Габаро — Ашпірою з Беніну, особливої відзнаки — білих шовкових капелюх. В подальшому вони стали відомі як вожді білих капелюхів.
Втім вирішив захистити себе, перенісши столицю володінь з острова Іддо до острова ласог, де спорудив нову резиденцію Ига Идунганран. Йому спадкував брат Акінсумоїн.